# Véronique Elling
Véronique Elling (* 18. August 1975 in Montpellier, Hérault, Okzitanien, Frankreich) ist eine französische Sängerin, Schauspielerin, Theaterregisseurin und Schauspieldozentin mit Lebensmittelpunkt Hamburg.

## Leben
Véronique Elling begann ihre künstlerische Ausbildung im Alter von 7 Jahren in ihrer Heimatstadt Montpellier, nachdem sie die ersten vier Lebensjahre in dem der Departementshauptstadt vorgelagerten Fischerort Palavas-les-Flots verbracht hatte. Am Musikkonservatorium erhielt sie während ihrer Schulzeit dreimal wöchentlich Unterricht in den Fächern Solfège, Rhythmik, Notenlesen, Harmonielehre und Singen, ihr Baccalauréat erwarb sie an einem musikalisch ausgerichteten Lycée, welches sie mit Auszeichnung beendete. An der Université des lettres et des arts (Université Paul Valéry) in Montpellier absolvierte sie einen Bachelor in Literatur und Theaterwissenschaften, bevor sie 1996 ihre universitäre Ausbildung an der Schauspielschule Hamburg fortsetzte, welche sie mit einem Diplom in Schauspiel und Gesang abschloss.
Seit 1995 ist sie international als Sängerin und Schauspielerin tätig, zu ihren beruflichen Stationen gehörten Gastauftritte oder Engagements u. a. am Stadthaus-Theater in Brüssel, am Kölner Schauspielhaus, an der Neuköllner Oper und am Hebbel-Theater in Berlin, im Theater der Stadt Heidelberg sowie im Ohnsorg-Theater, Thalia Theater, St. Pauli Theater, in den Kammerspielen, der Hamburgischen Staatsoper und im Kampnagel in ihrer Wahlheimatstadt Hamburg.
Véronique Elling, die in ihrer Kindheit und Jugend regelmäßig das Montpellier Festival, das Theaterfestival Printemps des comédiens, das Tanzfestival Montpellier Danse sowie das Festival von Avignon besuchte, gastierte als Bühnendarstellerin auf Festivals in Avignon, Paris, Montpellier, Beirut, Teheran, Londrina, Heidelberg, Zagreb und Berlin.
Auf deutschen Bühnen bietet sie mit ihrer eigenen Band (Klavier, Cello und Akkordeon) unter anderem Hommagen an Barbara, Édith Piaf und Juliette Gréco dar. Von 2012 bis zu dessen Schließung 2016 gestaltete Elling and Band im historischen Logensaal der Hamburger Kammerspiele in Zusammenarbeit mit dem Festival Arabesques und dem Festival Eigenarten die zweimonatliche Veranstaltungsreihe Salon Français.
Véronique Elling lebt mit ihrem Lebensgefährten und einem gemeinsamen Kind im Quartier Grindel in Hamburg-Rotherbaum im Umfeld der Kammerspiele. Ihr Sohn Victor wurde am 16. Oktober 2016 Opfer eines vom Islamischen Staat beanspruchten, bisher unaufgeklärten Mordes.
Sie hat ein Album mit eigenen Kompositionen über die Trauer um ihren verstorbenen Sohn Victor herausgegeben. Die CD erschien am 26. Mai 2020, Victors 20. Geburtstag.